# الحروب البيزنطية العربية (780-1180)
خاضت الإمبراطورية البيزنطية والدولتان العباسية والفاطمية سلسلة من المعارك في العراق وفلسطين وسوريا والأناضول وجنوب إيطاليا للهيمنة على شرق البحر الأبيض المتوسط. بعد فترة من المعارك الحدودية غير الحاسمة والبطيئة، سمحت سلسلة انتصارات بيزنطية متتالية في أواخر القرن العاشر وأوائل القرن الحادي عشر لثلاثة أباطرة بيزنطيين، وهم: نقفور الثاني فوكاس، ويوحنا زيمسكي، وباسيل الثاني، باستعادة الأراضي المفقودة في الحروب العربية البيزنطية في القرن السابع عندما كانت الإمبراطورية البيزنطية تحت حكم السلالة الهرقلية.
نتيجة لذلك، استولى البيزنطيون على أجزاء كبيرة من سوريا، باستثناء عاصمتها دمشق، حتى ولو لبضع سنوات فقط، وصبغوها بطابع جديد مندمج في الإمبراطورية الآخذة في التوسع. بالإضافة إلى المكاسب الطبيعية للأراضي والثروات والقوة البشرية التي حققتها هذه الانتصارات، ألحق البيزنطيون أيضا هزيمة نفسية بخصومهم من خلال استعادة الأراضي التي تعتبر مقدسة وهامة للعالم المسيحي، وخصوصًا مدينة أنطاكية، ما مكن البيزنطين من السيطرة على اثنين من أهم خمسة بطاركة في العالم المسيحي.
مع ذلك ظل العرب خصمًا شرسًا للبيزنطيين، كما انتعشت الدولة الفاطمية بعد حوالي عام 970م وأصبحت أكثر قوة، كما سنحت لها فرصة لرد عدد من هزائهمها السابقة والانتصار. حين استولت بيزنطة على أجزاء كبيرة من فلسطين، تُركت القدس كما هي دون مس، وكان يمكن للنصر الأيديولوجي الناجم عن الحملة أن يكون عظيمًا لو استعادت بيزنطة هذا المقر البطريركي الرابع للمسيحية. انتهت المحاولات البيزنطية لوقف الغزو العربي البطيء و الناجح لصقلية بفشل ذريع. ولم تعد سوريا مقاطعة بيزنطية بعدما استولى الأتراك على مدينة أنطاكية في الوسط حوالي عام 1084م. أعاد الصليبيون المدينة إلى الحكم المسيحي عام 1097م، ولكن أنشئت محمية بيزنطية على الممالك الصليبية في القدس وأنطاكية تحت حكم مانويل الأول كومنينوس. تسبب موت مانويل كومنينوس عام 1180م بإنهاء الحملات العسكرية البعيدة عن القسطنطينية، وبعد الحملة الرابعة انخرط البيزنطيون والعرب في نزاعات أخرى إلى أن غلبهم الأتراك العثمانيون في القرنين الخامس عشر والسادس عشر على التوالي.

## خلفية عامة خلال 630 – 780
في عام 629، بدأ الصراع الفعلي بين الإمبراطورية البيزنطية والعرب عندما تواجه الطرفان في معركة مؤتة. بعد أن اعتنق العرب الإسلام مؤخراً وتوحدوا بدعوة النبي الإسلامي للجهاد ضد الإمبراطوريات البيزنطية والفارسية، تقدموا بسرعة واستغلوا فوضى الإمبراطورية البيزنطية، التي لم تعزز تمامًا عمليات إعادة الاستحواذ عليها من الغزوات الفارسية عام 620. وبحلول عام 642 كانت الإمبراطورية قد فقدت مصر وفلسطين وسوريا وبلاد ما بين النهرين. على الرغم من فقدان الإمبراطورية لثلثي أراضيها ومواردها (أغلب إمدادات الحبوب في مصر)، إلا أنها أبقت على نحو 80 ألف جندي، بفضل كفاءة نظام ثيمة، والاقتصاد البيزنطي بعد إصلاحه، والذي هدف إلى تزويد الجيش بالأسلحة والطعام. وبذلك استطاع البيزنطيون هزيمة العرب عدة مرات؛ مرتين في القسطنطينية عام 674 و 717 وفي أفيون قره حصار عام 740. واصل قسطنطين الخامس، ابن ليو الثالث (الذي قاد بيزنطة إلى الفوز في عامي 717 و740) نجاحات والده بقيادة هجوم ناجح استولى من خلاله على أرضروم وملطية. ومع ذلك، كانت هذه الفتوحات مؤقتة. تسبب الجدل حول تحطيم المعتقدات التقليدية، والحكم غير الفعال وغير القوي لإيرين وخلفائها إلى جانب إحياء الإمبراطورية الرومانية الغربية في ظل الإمبراطورية الكارولنجية الفرنجية والغزوات البلغارية في وضع البيزنطيين في موقف دفاعي مرة أخرى.

## فترة 780-842

### ميخائيل الثاني ضد الخليفة المأمون
بين عامي 780 و 824، هدأ النزاع بين العرب والبيزنطيين واقتصر على المناوشات الحدودية، ورد البيزنطيون على الغارات العربية على الأناضول بغارات أخذوا من خلالها الرعايا المسيحيين من العباسيين ووطنوهم قسرًا في مزارع الأناضول لزيادة عدد السكان. (وبالتالي توفير المزيد من المزارعين والمزيد من الجنود). لكن الموقف تغير مع صعود ميخائيل الثاني إلى السلطة في عام 820. كان ميخائيل مضطرًا إلى التعامل مع المتمرد توماس الصقلبي، وكان لديه عدد قليل من القوات لصد هجوم عربي صغير من 40 سفينة و10 آلاف رجل على كريت، التي سقطت عام 824. فشل الهجوم البيزنطي المعاكس عام 826 فشلًا ذريعًا، وحدث ما هو أسوء، إذ غزا عرب تونس صقلية عام 827، لكن المقاومة البيزنطية في صقلية كانت شرسة ولم تخلُ من تحقيق نجاحات في الوقت الذي ابتلي فيه العرب بخلافات داخلية. في تلك السنة طرد العرب من صقلية ولكنهم عادوا بعد ذلك.

### ثيوفيلوس ضد الخليفتين المأمون والمعتصم
في عام 829، توفي ميخائيل الثاني وخلفه ابنه ثيوفيلوس، الذي كان تاريخه حافلًا بانتصارات وهزائم ضد خصومه العرب. في عام 830 بعد الميلاد، عاد العرب إلى صقلية وبعد عام كامل من الحصار استولوا على باليرمو من خصومهم المسيحيين وظلوا هناك مدة 200 عام لاستكمال غزوهم الذي لم يخل من غارات مسيحية معاكسة. في غضون ذلك، غزا العباسيون الأناضول عام 830 بعد الميلاد، انتصر المأمون ودمر عدد من الحصون البيزنطية. لم يتراخى ثيوفيلوس أو يستسلم، واستولى عام 831 على طرسوس من المسلمين. أعقب النصر الهزيمة، إذ هُزِمَ البيزنطيون مرتين في كابادوكيا، تلاهما تدمير ملطية، وسامسات، وزابيترا على يد قوات بيزنطية حاقدة عام 837. فرض المعتصم قوته عام 838 بتحقيقه انتصارات في أنزن وأنقرة وأخيرًا في عمورية، يعتقد أن هزيمة ثيوفيلوس في عمورية قد تسببت بحزن كبير له وكانت أحد أسباب وفاته عام 842.

## حملات ميخائيل الثالث، 842-867
كان ميخائيل الثالث في الثانية من عمره عندما توفي والده. وتولت والدته الإمبراطورة ثيودورا زمام الأمور. بعد أن أزالت الوصاية على العرش أخيرًا حرب الأيقونات البيزنطية، استؤنفت الحرب مع المسلمين. ورغم فشل حملة استعادة كريت عام 853، إلا أن البيزنطيين حققوا ثلاثة انتصارات كبرى في عامي 853 و855. أبحر أسطول بيزنطي في دمياط دون معارضة وأضرم النيران في جميع السفن بالميناء عائدًا مع عدد من الأسرى. كما انتصر البيزنطيون في القسطنطينية بعد دفاع يائس وغير مجد من أمير ملطية، الذي خسر العرب مناطقه. تعمقت هزائم العرب عندما بدأ الحاكم العربي لأرمينيا بفقدان السيطرة على المنطقة، ولم يكن للعرب بعد القرن التاسع أي موطئ قدم في الشرق.
لكن العرب كانوا يحققون انتصارات في الغرب، حيث استولوا على مسينة وإنا عام 842 و 859، وشجعتهم انتصاراتهم في صقلية على الاستيلاء على باري عام 847، وإنشاء إمارة باري التي ظلت تحت سيطرتهم حتى عام 871. خلال غزوهم جنوب إيطاليا، جذب العرب انتباه القوى الإفرنجية شمالًا.
قرر ميخائيل الثالث تصحيح الوضع من خلال استعادة كريت من العرب، حيث كانت ستوفر قاعدة ممتازة للعمليات في جنوب إيطاليا وصقلية أو على الأقل قاعدة إمداد لتمكين القوات البيزنطية المقاومة من الصمود. في عام 865، عُيّن بارداس، خال ميخائيل الثالث وأحد أبرز أعضاء الوصاية، لشن غزو لكنه توقف لاكتشافه مؤامرة محتملة ضد زوجته من باسل الأول وميخائيل الثالث. وهكذا نجت جزيرة كريت الإسلامية في ذلك الوقت من غزو أعظم جنرال بيزنطي في ذلك الوقت.